# Phalanger (Programmiersprache)
Phalanger ist eine objektorientierte Programmiersprache, die auf der Skriptsprache PHP aufbaut und für die CLR, also beispielsweise für das .Net-Framework oder Mono, entwickelt wurde.
Im Gegensatz zu PHP können mit Phalanger, wie auch mit C# oder J#, eigenständige Applikationen oder Funktionsbibliotheken geschrieben werden, die als EXE-Dateien aufgerufen oder als DLL-Dateien in andere Assemblies eingebettet werden können.
Neben dem Compiler existieren Plug-ins für die integrierte Entwicklungsumgebung Visual Studio und den Microsoft Webserver IIS. Letzteres ermöglicht das Erstellen dynamischer Webseiten, wie mit PHP auf einem Apache-Server.

## Programmierbeispiel
```
 
<?

 
import
 
namespace
 
System
;

 
import
 
namespace
 
System
:::
ComponentModel
;

 
import
 
namespace
 
System
:::
Drawing
;

 
import
 
namespace
 
System
:::
Windows
:::
Forms
;

 
import
 
namespace
 
TestPhalanger
;

 
function
 
Main
()

 
{

     
Application
::
EnableVisualStyles
();

     
Application
::
Run
(
new
 
MainForm
());

 
}

 
namespace
 
TestPhalanger

 
{

     
class
 
MainForm
 
extends
 
System
:::
Windows
:::
Forms
:::
Form

     
{

          
/*

          * Konstruktor

          */

         
function
 
__construct
()

         
{

             
$this
->
InitializeComponent
();

         
}

         
function
 
InitializeComponent
()

         
{

             
$this
->
SuspendLayout
();

             
// Fenster initialisieren

             
$this
->
ClientSize
 
=
 
new
 
Size
(
292
,
 
266
);

             
$this
->
Name
 
=
 
'MainForm'
;

             
$this
->
Text
 
=
 
'Hello, Phalanger!'
;

             
$this
->
ResumeLayout
(
false
);

             
$this
->
PerformLayout
();

         
}

     
}

 
}

 
?>

```